# Gaviotas Sur
Gaviotas Sur är en ort i Mexiko.   Den ligger i kommunen Centro och delstaten Tabasco, i den sydöstra delen av landet, 700 km öster om huvudstaden Mexico City. Gaviotas Sur ligger 11 meter över havet och antalet invånare är 1 508.
Terrängen runt Gaviotas Sur är mycket platt. Runt Gaviotas Sur är det tätbefolkat, med 442 invånare per kvadratkilometer. Närmaste större samhälle är Villahermosa, 5,6 km nordväst om Gaviotas Sur. Trakten runt Gaviotas Sur består till största delen av jordbruksmark.